# Везерський ренесанс
«Ве́зерський ренеса́нс» (нім. Weserrenaissance — за назвою річки Везер) — назва особливого архітектурного стилю (а також стилю меблів), що поширився в долині річки Везер на початку XVI — середині XVII ст. і поєднав в собі характерні риси італійського і західноєвропейського Відродження. Термін «везерський ренесанс» в мистецтвознавство ввів професор історії мистецтва Дюссельдорфської академії мистецтв Ріхард Клапхек, щоб виділити його в архітектурі регіону.
Для везерського ренесансу характерні майстерно прикрашені фронтони, камінь, оброблений під рустик і достаток еркерів. У цьому стилі зводилися не тільки палаци, церкви, ратуші, але й будинки заможних містян і селян.

## Міста «везерського ренесансу»

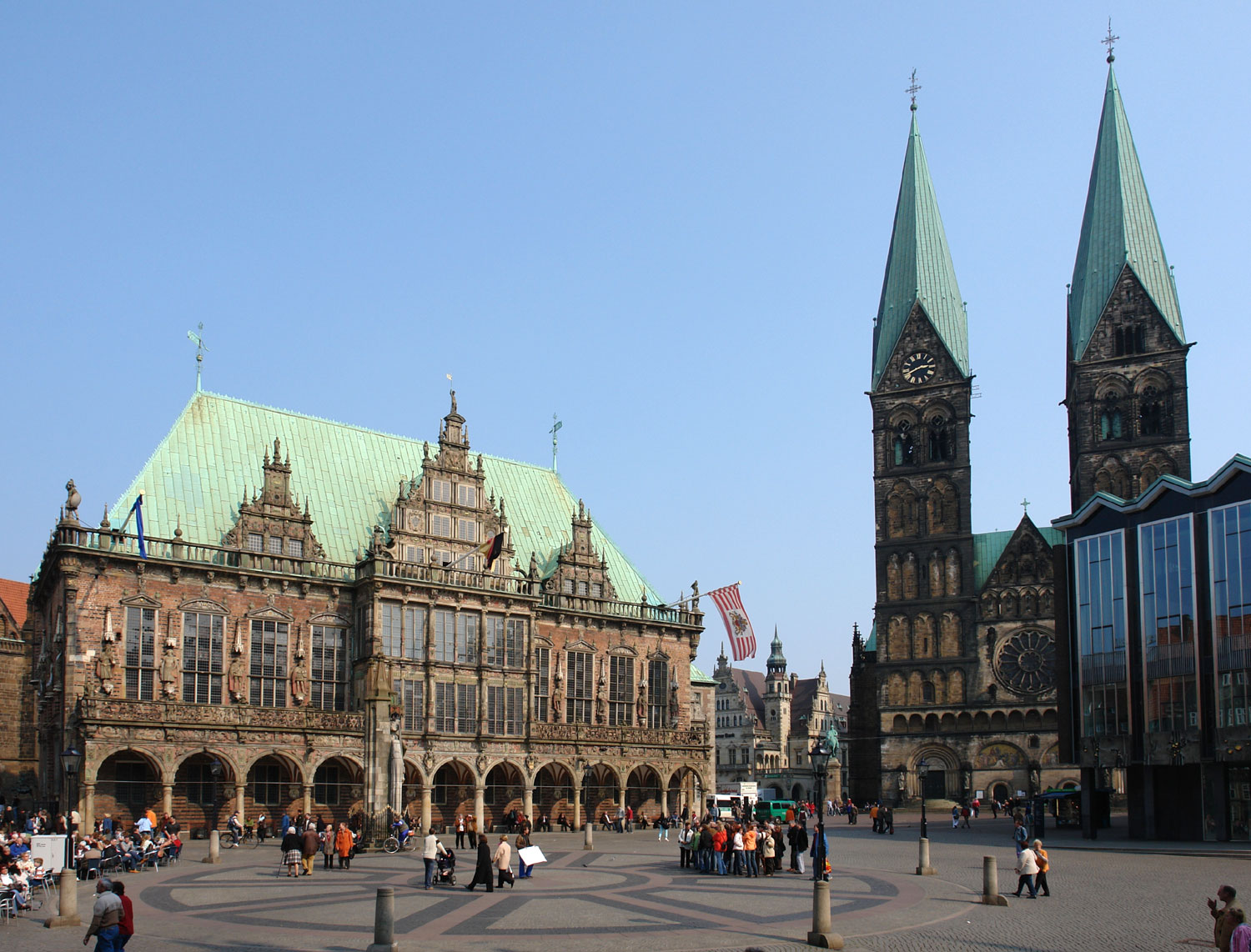
Бременська ратуша

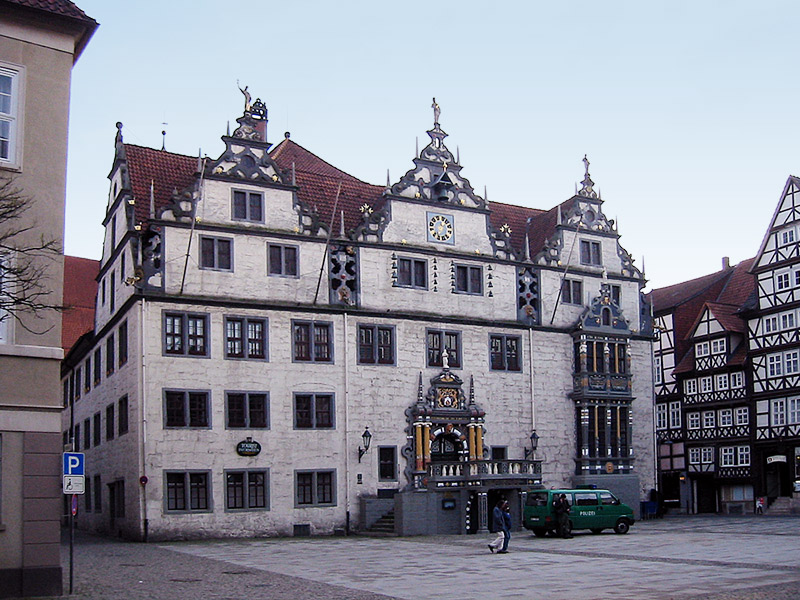
Ратуша в Ганноверш-Мюндені

- Бад-Герсфельд
- Бад-Зальцуфлен
- Білефельд
- Бремен
- Бюккебург
- Целле
- Детмольд
- Айнбек
- Гіфгорн
- Гамельн
- Ганноверш-Мюнден
- Гессіш-Ольдендорф
- Гекстер
- Лемго
- Мінден
- Нінбург (Везер)
- Падерборн
- Рінтельн
- Штадтгаґен
- Вольфгаген